# Sido Makmur (Belitang)
Sido Makmur is een bestuurslaag in het regentschap Ogan Komering Ulu van de provincie Zuid-Sumatra, Indonesië. Sido Makmur telt 1993 inwoners (volkstelling 2010).